# Cerro de San Francisco, Veracruz
Cerro de San Francisco är en ort i Mexiko.   Den ligger i kommunen Atzalan och delstaten Veracruz, i den sydöstra delen av landet, 230 km öster om huvudstaden Mexico City. Cerro de San Francisco ligger 390 meter över havet och antalet invånare är 144.
Terrängen runt Cerro de San Francisco är huvudsakligen kuperad, men norrut är den platt. Runt Cerro de San Francisco är det ganska tätbefolkat, med 96 invånare per kvadratkilometer. Närmaste större samhälle är Martínez de la Torre, 11,6 km norr om Cerro de San Francisco. Omgivningarna runt Cerro de San Francisco är en mosaik av jordbruksmark och naturlig växtlighet.